# モンゴルのセルビア・ブルガリア侵攻

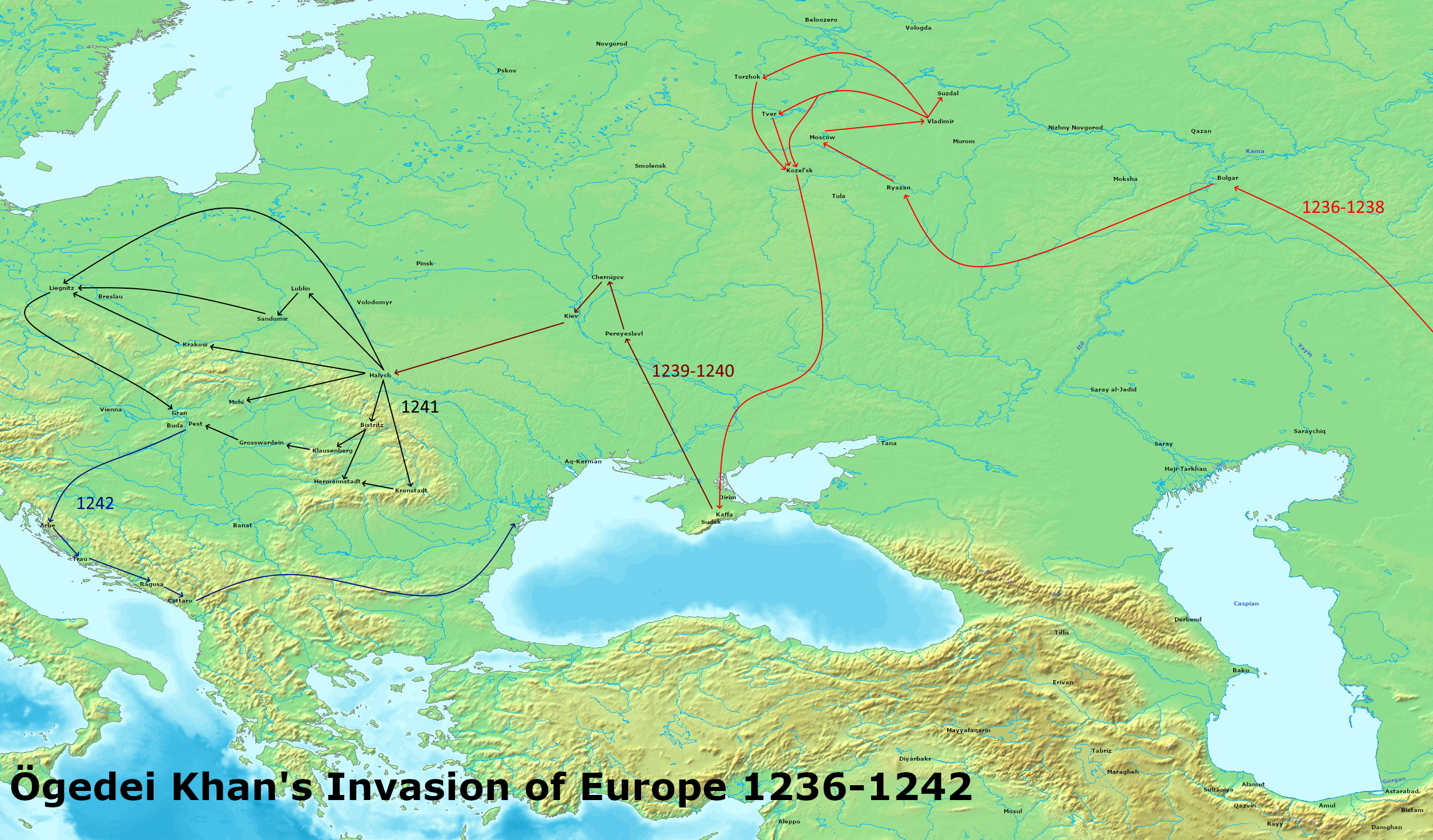
モンゴルのヨーロッパ侵攻図。「1242」と書かれた青色の線がセルビア・ブルガリア侵攻に相当する

モンゴルのセルビア・ブルガリア侵攻（モンゴルのセルビア・ブルガリアしんこう）とは、「バトゥの西征」（モンゴルのヨーロッパ侵攻）のうち、バトゥとカダアン率いるモンゴル軍がハンガリー王国領クロアチア、ダルマチア、ボスニアを荒らした後、1242年の春にセルビア王国・第二次ブルガリア帝国に侵攻した際に生じた諸戦闘の総称である。
モヒの戦いでハンガリー軍に完勝した後、カダアン率いる軍団はアドリア海に沿って南下し、セルビア領に入った。その後、カダアンは東に向かってブルガリア中央部を横切り、バトゥ率いる本隊と合流した。ブルガリアでの戦いは主に北部で行われたと考えられるが、考古学的にもこの時期の破壊の跡が発見されている。しかし、モンゴルはブルガリアを横断して南方のラテン帝国を攻撃した後、この地方からは完全に撤退した。モンゴル軍の撤退後もバルカン諸国の中でブルガリアのみはモンゴルに貢物を納めることを余儀なくされ、その後も従属関係は長く続いた。

## 背景
モンゴル侵入の前夜、ハンガリーとセルビアの関係は悪化していた。セルビア王ステファン・ヴラディスラヴは、1234年にブルガリア皇帝イヴァン・アセン2世の娘ベロスラヴァと結婚し、反ハンガリー同盟を結ぼうとしていた。 しかし、モンゴルの侵攻が始まる頃にはハンガリーとブルガリアの関係は改善しつつあった。ブルガリア皇帝カリマン1世は、ハンガリー王ベーラ4世の甥で、ベーラの妹アンナ・マーリアとイヴァン・アセン2世の間に生まれた子であった。1240年頃にベーラ4世の宮廷にブルガリアの使者がいたと記録されることは、モンゴルの侵攻の脅威に直面したハンガリー、ブルガリア、クマン人が軍事同盟を結んでいたことを示唆する。
モンゴル軍のハンガリー侵攻の原因の一つは、1239年にモンゴルに征服されたキプチャク人（クマン族）をハンガリー王ベーラ4世が庇護したことにあった。1241年3月17日にキプチャク人の指導者コテンがベーラ4世の政策に反対するハンガリー人によって暗殺されると、多数のキプチャク人がハンガリーの地方を荒廃させながらブルガリアに退却し、再び避難所を与えられた。 同じ頃、キプチャク人の別グループがイヴァン・アセン2世との和解を取り付け、モンゴルのキプチャク征服の後に黒海を超えてブルガリアに入った。この記録は、15世紀の作家イブン・タグリー ビルディーが、モンゴルによるシリア征服後にエジプトから亡命したシリア人のイッズッディーン・イブン・シャダッドの失われた著作に依拠している。イッズッディーンの情報源は目撃者のバドルッディーン・ベイサリで、彼は自身もブルガリアに逃れた家族を持つキプチャク人であった。1227年または1228年に生まれた、後のマムルーク朝のスルタン、バイバルスもまたモンゴルからブルガリアに逃れたキプチャク人の一人であった。イブン・タグリー ビルディーによれば、ブルガリア人は後にこのキプチャク人に敵意を抱いたという。ベイサリとバイバルスは捕らえられてルームで奴隷として売られたが、コテンが率いていたキプチャク人はブルガリア社会に溶け込んだようである。モンゴル軍がブルガリアを攻撃したのは、ハンガリー攻撃と同じように、モンゴルと敵対したキプチャク人を受け容れたブルガリアへの懲罰であるとする説もある。

## セルビア侵攻
モンゴル軍の指揮官カダアンはハンガリー侵攻が一段落すると、南下して1242年3月末から4月初めにかけてボスニアに入った。ボスニアは名目上ハンガリーを宗主国としていたが、ボスニア教会を敵視するハンガリー十字軍によって占領され、残りはボスニアのバンであるマテイ・ニノスラヴの支配下にあった。モンゴル軍の通過によりハンガリー人はボスニアより退去させられ、マテイ・ニノスラヴはボスニア全土の支配を再開することができた。
モンゴルはさらに南下し、セルビア領のゼタ地方（おおよそ現在のモンテネグロとアルバニア北部）に入った。スプリトのトーマス副司教によると、モンゴル軍はドゥブロヴニクに攻撃を加えたが、ドゥブロヴニクの守りが堅固なため奪えなかったという。しかし、ゼタではカダアンの軍はコトルを攻撃し、スヴァチュとドリシュトを壊滅させ、おそらくサペも破壊したが、それは数十年後に再建された。トーマスの記録によれば、モンゴル人はゼタに「壁に向かって小便する者もいない」ようにしたという。ウルツィニ市は4月にドゥブロヴニクと合意に達したので助かったのかもしれない。ここでモンゴル軍が抵抗にあったという記録はなく、ゼタ総督のジョージが、公国をセルビアの支配から切り離すために利用しようとした可能性がある。彼はこの頃から「王」の称号を使うようになった。
同じくトーマス副司教の記録によると、モンゴルは「セルビア全土を制圧し、ブルガリアに来た（totam Serviam percurrentes in Bulgariam devenerunt）」という。もう一人の同時代人、ハンガリー領トランシルヴァニア出身のヴァーラド大司教ロジャーは、「カダアンはボスニアとラシアを破壊し、ブルガリアに渡った（Cadan ... destruxit Boznam, regnum Rascie et inde in Bulgariam pertransivit）」と記す。セルビア本国（ラシア）への侵攻について、文献史料から判明しているのはこれだけである。セルビアでの襲撃・略奪は晩春までに終わり、万人隊長（トゥメン）たちはブルガリアに移動していた。
1250年代、モンゴル帝国を訪れたウィリアム・ルブルックは、首都カラコルムにいたフランス人金細工師のヴィレルムス親方が、トルイの息子ボチュクの軍によって「ベレグラーウェ」で捕らえられたと報告している。この「ベレグラーウェ」は、通常ベオグラードと同一視される。もしこれが正しければ、1235年以来ハンガリーの支配下にあったベオグラードは、1241年か1242年にモンゴル軍に占領されたと考えられる。モンゴルのベオグラード占領を1241年のこととすると、モンゴル軍は交通の要衝であるコヴィンでドナウ川を渡った可能性が高く、実際に当時の破壊の痕跡が発掘されている。また、1241年に埋められた見られる大量のコインが近くのドゥプルヤヤの要塞で発見されている。モンゴル軍のベオグラード占領が1242年のことだった場合、ハンガリー南下してセルビアに入ったカダアン軍によって占領されたと考えられる。
1243年にステファン・ヴラディスラヴは貴族たちによって打倒されたが、これがモンゴルの侵攻への対応と関係があったことを示唆するものはない。彼の弟で後継者のステファン・ウロシュ1世（1276年没）は、アンジュー家のカトリック貴族ヘレン（1314年没）と結婚した。ゼタのシュコダル湖周辺のカトリック教徒が多い地域で、彼女は1242年にモンゴル人によって被害を受け破壊された多くの町や教会、修道院を修復・再建したことが記録されている。

## ブルガリア侵攻
ボスニアとセルビアを通過したカダアンは、おそらく1242年春の終わり頃、ブルガリアでバトゥ率いる本隊と合流した。1242年頃、ブルガリアの中部と北東部で広範囲な破壊があったという考古学的な証拠が残っている。モンゴル軍のブルガリア侵攻について書かれた史料はいくつかあるが、どれも詳細ではなく、それぞれ内容が異なる。いずれにせよ、セルビアから来たカダアン軍と、ドナウ川を渡って来たバトゥ自身もしくはボチュクに率いられた軍団の、2つの軍が同時にブルガリアに侵攻したことは間違いない。
バチカン使徒文書館のギリシャ語写本には、モンゴルのブルガリア侵攻後、世界創造紀元6751年にテオドール・グラマティコスなる人物が購入したことが余白に記されている。6751年とは、1242年9月1日から1243年8月31日までの期間に相当する。
ブルガリアの破壊については、同時代のブラバンティンの神学者トーマスが言及している。その少し後、イタリアの宣教師モンテクローチェのリコルドは、モンゴルがヴラハを征服したと書いている。フレグ・ウルスの歴史家ラシードゥッディーンの『集史』によると、ブルガリアの首都タルノヴォ（Qirqin）と黒海の港アンキアルス（Qila）は「大きな戦いの後」に攻略されたとされるが、これはおそらく包囲戦が行われたことを意味する。『集史』のQilaがアンキアルスと同一視されるようになったのは最近のことで、それ以前はドナウ川のキリアと同一視されることが多かったが、現在ではこの場所は当時攻めるに値する都市ではなかったとされる。アンダルシアの作家Ibn Sa'id al-Maghribiは1250年に書いた『地理学』で、モンゴルによるタルノヴォ（アラビア語のTarnabu）攻撃を確認している。1242年のものと断定できるコイン群を含む破壊の考古学的証拠が、チャルベン、イサッチャ、ラブチャ、ヌフアウル、プレスラフ、シリストラ、シュメン、スヴィシュトフ、トゥルコア、ヴァルナ、そしてタルノヴォ自身と完全に破壊されたパキュール・ルイ・ソアール島で見つかっている。
破壊の証拠の他に、皇帝の軍隊がモンゴル軍に敗北を与えたという報告もある。これらの報告は遠くフランドルにも及び、フィリップ・ムスケスのフランス年代記に勝利が記されており、パレスチナではシリア人作家バル・ヘブラエウスによって言及されている。ムスケスは、「ヴラチ国の王が峠で（タタールを）打ち負かした」と記しているが、これはおそらくイスカル峡谷、スタラプラニナの主要な峠で、モンゴルがコンスタンティノープルへの攻撃で使用したであろう峠であろう。いずれにせよ、皇帝は若すぎて戦闘に参加できず、勝利はすべて彼の指揮官によってもたらされたものである。ブルガリアの勝利は、モンゴル軍が山岳地帯の戦闘に慣れていなかったことに起因すると考えられる。
スプリトのトーマス副司教にによると、モンゴルはブルガリアを去る前に、3月か4月にクロアチアでも行ったように、捕虜である「ハンガリー人、スラヴ人、その他の民族」を虐殺したという。

## 影響
1253年、ウィリアム・ルブルックがモンゴルの首都カラコルムを訪れたとき、ブルガリアはモンゴル帝国に対して貢物を納めていた。また、ヴラチとブルガリアの使者は、バトゥの宮廷に向かう途中、バトゥの息子であるサルタクの宮廷に贈り物を持参する習慣があったとウィリアムは述べている。貢納がいつ始まったかは資料がないが、1253年より何年も前から行われていたことは明らかである。ブルガリアのモンゴルへの貢納の開始を現代の歴史家は通常1242年のブルガリア侵略と結びつけているが、グレッグ・ロジャースは「1241年と1242年にバトゥの軍隊が通過した地域の中でなぜブルガリアだけがモンゴルの朝貢制度に巻き込まれたのかという説明は、歴史文献から十分に裏付けられていない」と述べている。
ブルガリアはモンゴルの宗主権を受け入れたことで大きな破壊を免れたと考える歴史家もいれば、モンゴルの襲撃の証拠は十分に強固であり、逃れることはできなかったと主張する歴史家もいる。いずれにせよ、1242年の遠征により、ジョチ・ウルスの勢力の境界線はドナウ川に至り、数十年間そこに留まった。ヴェネツィアのドージェで歴史家のアンドレア・ダンドロは、1世紀後に書いた文章で、1241年から42年にかけてモンゴルがブルガリア王国を「占領した」と述べている。また、新しくジョチ・ウルスの勢力下に入ったドナウ川河口一帯は、「ジョチ・ウルス右翼」に属するノガイの領地とされた。
1242年、モンゴルとラテン帝国の一連の衝突は、侵略者がブルガリア南部を通過する際に起こった。バル・ヘブラエウスは、バトゥが「ブルガリアの方角からコンスタンティノープルを攻撃する準備をした」と特に述べているが、彼はこの出来事を1232年と誤記している。1260年代までには、ブルガリアはモンゴルの宗主国からハンガリーへと交代していた。その結果、ギリシャの歴史家ジョージ・パチメレスによれば、1270年代にはモンゴルによる「毎日の」襲撃のターゲットとなっていた。
モンゴルの臣下であったブルガリアは、1267年にトラキアの東ローマ帝国（1261年にニカイア帝国がラテン帝国を倒して復興）に対するモンケ・テムルの遠征に兵力を提供し、1280年代には再びジョチ・ウルスの侵略の犠牲となった。ブルガリアは14世紀後半にも貢物を納め、ブルガリア帝国のかなりの部分がチンギス・カン家の王子ノガイや後にジョチ・ウルス支配下のモンゴル人総督の直接支配下に置かれた。13世紀末にトクタ・ハンとノガイの間で起きた内戦によって「右翼ウルス」が解体されると、ノガイの息子チュケがブルガリアに亡命してブルガリア皇帝に即位したが、在位は長く続かず殺害されてドナウ川河口の支配権はブルガリアに帰した。